# Louis Malvy

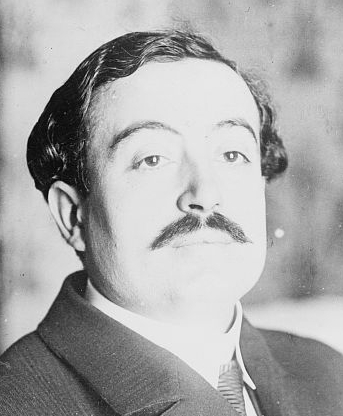
Louis Malvy.

Louis Jean Malvy, född den 1 december 1875 i Figeac (departementet Lot), död den 10 juni 1949 i Paris, var en fransk politiker.
Malvy blev advokat i Paris, invaldes i deputeradekammaren för departementet Lot och gjorde sig där bekant som en av det socialradikala partiets ivrigaste antiklerikaler. Han var juni 1911-januari 1912 understatssekreterare för inrikes- och kultärenden i ministären Caillaux, bekämpade lagförslaget om treårig militärtjänst 1913, blev i december samma år handelsminister i ministären Doumergue och var mars 1914-augusti 1917 inrikesminister (i ministärerna Doumergue, Viviani, Briand och Ribot). Som inrikesminister under första världskrigets tre första år ansågs Malvy behandla "défaitister" och fredsagitatorer alltför skonsamt och av Clemenceau och monarkisten Léon Daudet beskylldes han sommaren 1917 öppet för högförräderi. Han nödgades 31 augusti samma år avgå ur ministären, ställdes liksom Caillaux inför den som riksrätt fungerande senaten och dömdes i augusti 1918 till fem års landsflykt för brottslig försummelse av ämbetsplikter (anklagelsen för högförräderi tillbakavisades däremot). Malvy bedyrade sin oskuld och såg i åtalet endast politisk förföljelse. Han bosatte sig i San Sebastián, återkom efter femårsperiodens slut, hyllades som martyr av sina partivänner och invaldes maj 1924 åter i deputeradekammaren samt blev i november samma år delaktig av den amnesti för krigstidsförseelser, som ministären Herriot då genomdrev. Av förhandlingarna framgick, att hans förbindelser med tidningen Bonnet rouge, vilka mest lagts honom till last, faktiskt inletts i enlighet med hela ministerrådets beslut. Han blev ännu en gång inrikesminister under Briand, från 9 mars till 10 april 1926.